# برنامج فانغارد
برنامج فانغارد أو مشروع فانغارد Project Vanguard التي تعني الطليعة أو المقدمة اطلقتة الولايات المتحدة الأمريكية تحت إدارة معمل أبحاث البحرية الأمريكية
الذي يهدف إلى إطلاق أول قمر صناعي في مدار حول الأرض باستخدام صاروخ فانغارد برنامج فانغارد هو البرنامج الثاني الذي اطلقتة الولايات المتحدة الأمريكية بعد برنامج المستكشفين
ردا على الإطلاق المفاجئ من قبل الاتحاد السوفيتي للقمر سبوتنيك 1 في 4 أكتوبر 1957
في 17 مارس 1958. أصبح فانغارد 1 القمر الصناعي الثاني الذي أطلقته الولايات المتحدة والأول في سلسلة VANGUARD

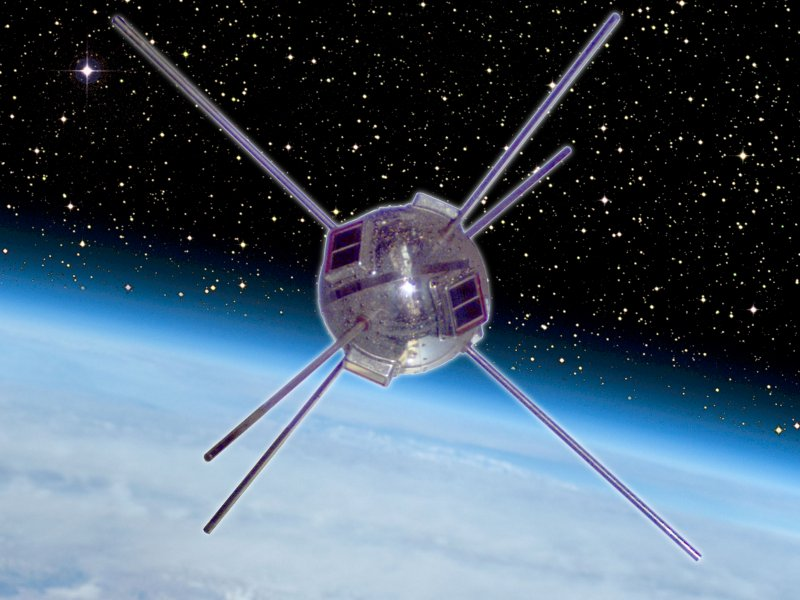
فانغارد 1 تصور فني للقمر الصناعي

وهو أيضا الساتل الأول الذي يستخدم قوة الخلايا الشمسية وأقدم ساتل موجود في مدار حول الأرض. ولقد فقد الإتصال بالساتل في شهر مايو عام 1964.

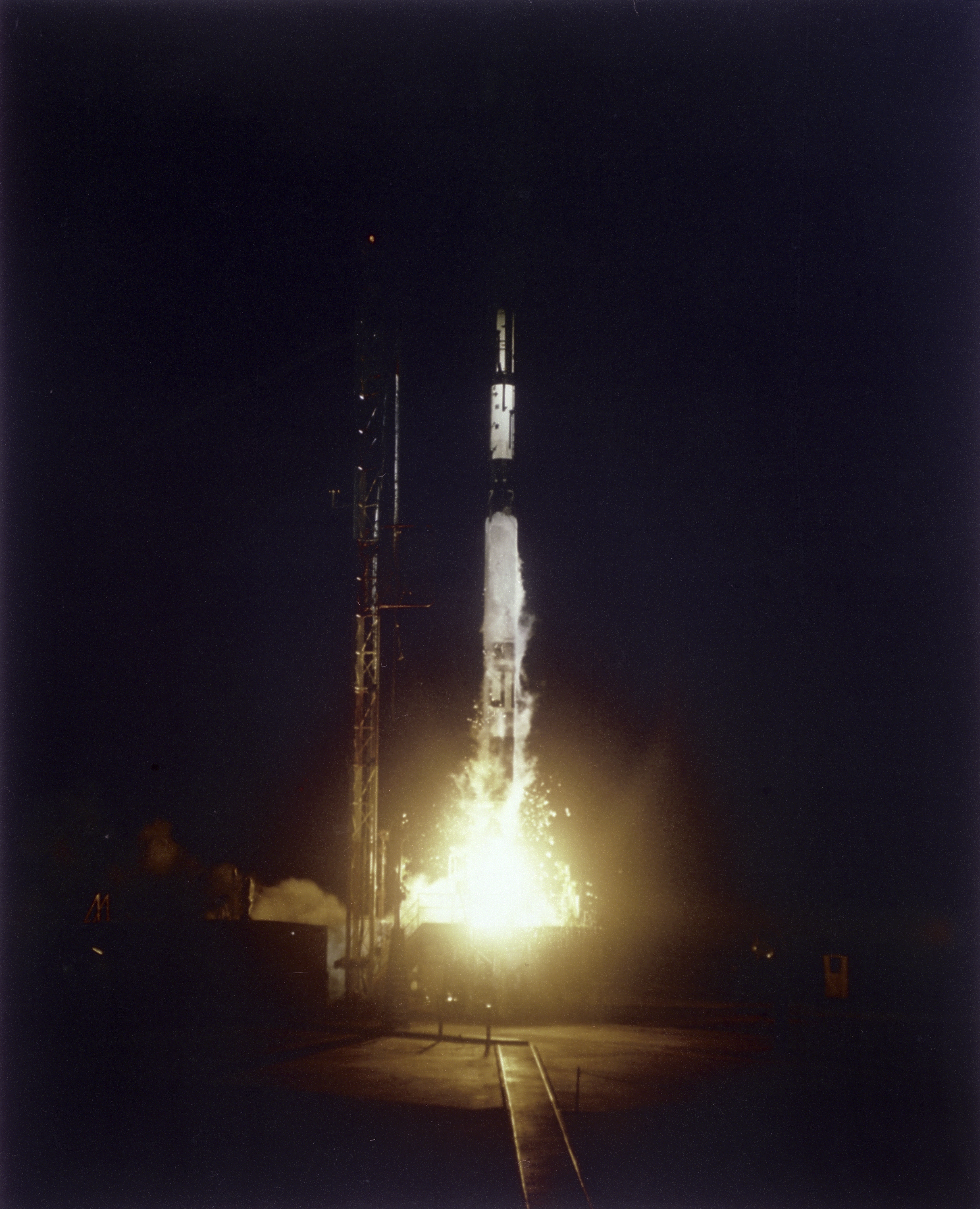
SLV-7 لحظة اطلاق القمر الصناعي فانغارد 2 على متن الصاروخ فانغارد

نجح البرنامج في ثلاث مهمات من اصل إحدى عشر محاولة وكانت المهمات الناجحة فانغارد 1 و 2 و 3